# Stadion Christa Botewa w Płowdiwie
Stadion Christa Botewa (bułg. Стадион Христо Ботев) – nieistniejący już, wielofunkcyjny stadion w Płowdiwie, w Bułgarii. Istniał w latach 1961–2013. Mógł pomieścić 22 000 widzów. Swoje spotkania rozgrywali na nim piłkarze klubu Botew Płowdiw.
Stadion Christa Botewa został wybudowany w latach 1959–1961 według projektu autorstwa Antona Karawełowa i zainaugurowany 14 maja 1961 roku. Obiekt pierwotnie mógł pomieścić 35 000 widzów. Po remoncie w 1993 roku pojemność ta została zredukowana do 22 000 widzów. W 2013 roku rozpoczęła się rozbiórka obiektu, by zrobić miejsce pod nowy, typowo piłkarski stadion na ponad 18 000 widzów. Botew Płowdiw swój ostatni mecz na obiekcie rozegrał 12 grudnia 2013 roku, od rundy wiosennej sezonu 2013/2014 klub tymczasowo rozgrywa swoje spotkania w kompleksie piłkarskim w części miasta Komatewo. Otwarcie nowego stadionu planowano na rok 2015, ale z powodów finansowych nastąpiła przerwa w budowie i jego ukończenie spodziewane jest na rok 2020.